# 호박벌가는가락도마뱀붙이
호박벌가는가락도마뱀붙이(Nactus kunan)는 2012년에 기술된 가는가락도마뱀붙이류의 일종이며, 파푸아뉴기니의 애드미럴티 제도에 토착한다. 색깔이 밝고, 종명은 토착 날리어(:en:Nali language)로 "호박벌"을 의미한다.

## 분포와 서식지
이 종은 애드미럴티 제도의 마누스섬의 한 마을에서 수집된 두 표본만이 발견되었다. 숲이 조각조각 남아있는 마누스섬의 고지대에서는 좀 더 널리 분포할 것으로 보인다. 표본은 밤에 마을의 집 구조물에 난, 숲으로 통하는 작은 구멍들에서 수집하였다.

## 형태
호박벌가는가락은 목, 몸통, 꼬리 위에 넓은 짙은색(검정, 짙은 갈색), 금색 줄무늬가 번갈아 나있다. 또한 머리도 가는가락도마뱀붙이류 치고 독특한 무늬를 띈다. 검은색 바탕 위에 뚜렷하게 대조되는 노란색 왕관 모양 무늬가 나있으며 눈꺼풀도 노란색이다.
호박벌가는가락은 애드미럴티제도에 서식하는 유일한 다른 가는가락도마뱀붙이류인 Nactus pelagicus 와 달리 양성으로 보인다. 모식종은 성체 암컷이며, 주둥이에서 항문까지 57mm, 꼬리도 57mm이다. 다른 개체의 표본은 아성체 암컷인데, 색깔이 상대적으로 침침한 것으로 봐선 이 종은 성숙하면서 개체발생(en:ontogenetic)적 색상 변화를 겪을지도 모른다.

## 참고 문헌
- Armstrong, Dave (2012년 4월 19일). “New gecko species discovered in Papua New Guinea - Nactus kunan or bumblebee gecko”. 《Earth Times》. 2012년 9월 10일에 확인함.
- Lies, Elaine (2012년 4월 19일). “"Bumblebee" gecko discovered in Papua New Guinea: USGS”. Reuters. 2012년 6월 30일에 원본 문서에서 보존된 문서. 2012년 9월 10일에 확인함.
- “New 'Bumblebee' Gecko Discovered in Papua New Guinea”. 미국 지질조사국. 2012년 4월 18일. 2012년 9월 10일에 확인함.
- Rice, Doyle (2012년 4월 18일). “New gecko species discovered in Papua New Guinea”. 《Science Fair》. USA Today. 2012년 9월 10일에 확인함.
- Dell'Amore, Christine (2012년 4월 23일). “New Species: Bumblebee Gecko Strikingly Striped”. 《National Geographic》. National Geographic Society. 2012년 9월 10일에 확인함.